# With a Little Help from My Friends
With a Little Help from My Friends è una canzone scritta da John Lennon e Paul McCartney, pubblicata nell'album dei Beatles Sgt. Pepper's Lonely Hearts Club Band del 1967. Il brano fu scritto appositamente per il batterista della band Ringo Starr, che lo cantò interpretando il personaggio di Billy Shears. La canzone si è aggiudicata la posizione nº 304 nella lista delle "500 migliori canzoni di tutti i tempi" della rivista Rolling Stone.

## Descrizione

### Origine e storia
Lennon e McCartney scrissero la canzone specificamente per riservare un brano da far cantare a Ringo sul disco in uscita (come era tradizione). Fu brevemente intitolata Bad Finger Boogie (più tardi, questo titolo provvisorio, ispirerà il nome della band dei Badfinger), apparentemente perché Lennon compose la melodia al pianoforte usando il dito medio poiché si era ferito l'indice.
In origine, il testo presentava la strofa «Would you stand up and throw tomatoes at me?» (Ti alzeresti e mi tireresti pomodori addosso?) ma Starr si rifiutò di cantarla, perché non voleva che i fan magari pensassero di tirargli pomodori addosso durante le esibizioni live (questo ricorda un episodio avvenuto anni prima, quando negli Stati Uniti d'America le fan lanciavano caramelle di gelatina Jelly Baby, peraltro molto dure, ai Beatles perché George Harrison aveva detto, scherzando, che gli piacevano).

### Struttura
La canzone è strutturata sotto forma di conversazione, nella quale gli altri tre Beatles cantano una domanda e Starr risponde, per esempio: «Would you believe in a love at first sight? / Yes, I'm certain that it happens all the times» (Crederesti nell'amore a prima vista? / Sì, sono sicuro che capita tutte le volte).
La band iniziò la registrazione del brano lo stesso giorno in cui i membri del gruppo posarono per le foto della copertina di Sgt. Pepper's Lonely Hearts Club Band (il 30 marzo 1967). La seduta terminò alle 7:30 della mattina seguente.

## Formazione
The Beatles

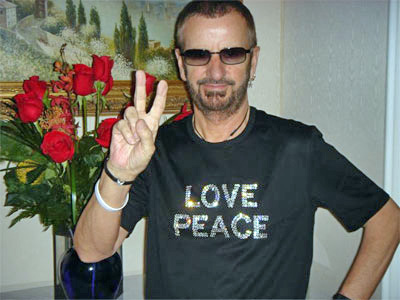
Ringo Starr, voce solista nel brano.

- Ringo Starr – voce, batteria, tamburino
- Paul McCartney – armonie vocali, basso, piano
- John Lennon – armonie vocali, campanaccio
- George Harrison – armonie vocali, chitarra solista

Crediti
- George Martin – organo Hammond, produzione
- Geoff Emerick – ingegnere del suono

## Cover
Ci sono state numerose interpretazioni della canzone, tre delle quali hanno raggiunto la prima posizione in classifica nel Regno Unito; la versione di Joe Cocker nel 1968, quella dei Wet Wet Wet nel 1988 e quella di Sam and Mark nel 2004.

### La versione di Joe Cocker

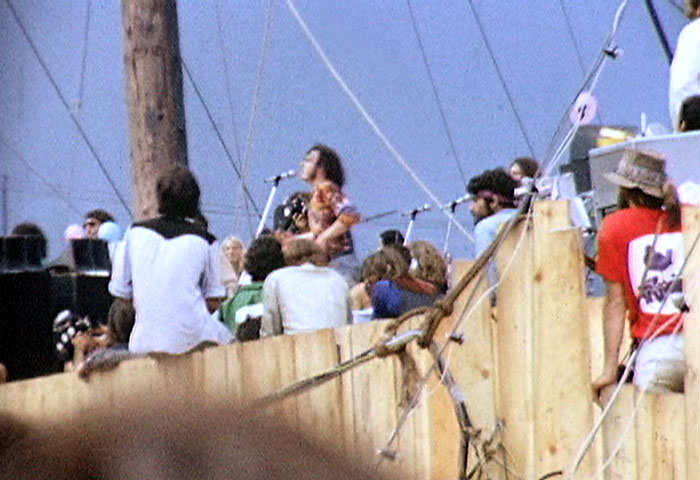
Joe Cocker a Woodstock.

La cover di Joe Cocker è un radicale ri-arrangiamento della canzone in stile rhythm'n'blues, è in 6/8, in una tonalità differente, e con una lenta introduzione strumentale originale. Questa versione è stata usata come sigla della serie televisiva statunitense Blue Jeans ed è una delle canzoni più famose di Joe Cocker.
Nella versione originale dall'album omonimo la chitarra solista è suonata da Jimmy Page mentre alla batteria c'è B.J. Wilson, batterista dei Procol Harum. Cocker eseguì magistralmente il brano al festival di Woodstock nel 1969, questa volta con la sua band, "The Grease Band", come si può vedere nel relativo documentario sull'evento, Woodstock - Tre giorni di pace, amore e musica.
La versione che si sente nel film Across the Universe è un mix tra la versione originale e l'arrangiamento di Joe Cocker.

### La cover dei Wet Wet Wet
La versione dei Wet Wet Wet venne pubblicata il 9 maggio 1988. Il singolo restò al numero 1 delle classifiche del Regno Unito per quattro settimane consecutive. Il ricavato delle vendite (circa 600.000 sterline) fu devoluto in beneficenza ad una fondazione per bambini maltrattati.

### Altre cover
- Nel 1967 I Soliti Ignoti registrarono una versione in italiano dal titolo Un piccolo aiuto dagli amici, testo di Mogol (Ricordi, SRL 10-482), inserita nell'album Special del 2014 (On Sale Music, 64 OSM 098).
- Nel 1973 Ike e Tina Turner registrarono una versione live che diventò poi un singolo.
- Nel 1976, Jeff Lynne dell'Electric Light Orchestra registrò la canzone per il documentario musicale All This and World War II.
- Una cover della canzone fu inserita nell'album The Adventures of Hersham Boys della punk band Sham 69
- L'attrice Emer MacCourt che interpreta il personaggio di Susan canta la canzone nel film Riff Raff (1991) di Ken Loach
- I Bon Jovi usarono il brano per l'apertura dello speciale di MTV intitolato Keep the Faith: An Evening with Bon Jovi. Lo show ebbe luogo ai Kaufman's Studios a Nuova York nel 1992.
- Nel 1993 i Toto fecero una versione del brano della durata di dieci minuti e otto, la canzone fu inclusa nell'album live della band Absolutely Live.
- La canzone è stata eseguita in versione corale dagli artisti intervenuti al concerto benefico del 2001 di Pavarotti & Friends
- Nel 2007, i Razorlight registrarono il brano per It Was 40 Years Ago Today, uno special televisivo in cui artisti contemporanei registravano le canzoni di Sgt. Pepper's, usando gli stessi studi, gli stessi tecnici e le medesime tecniche di registrazione dell'epoca.
- Nel 2007, Les Fradkin pubblicò una versione strumentale per chitarra della canzone, sull'album Pepper Front to Back.
- Gli attori Joe Anderson e Jim Sturgess cantano la canzone nel film musicale del 2007 Across the Universe.
- Gli Easy Star All-Stars ne hanno realizzato una versione reggae sull'album Easy Stars Lonely Hearts Dub Band del 2009.
- I Big Daddy registrarono una versione anni Cinquanta della canzone nella loro rilettura in chiave "Fifties" di Sgt. Pepper's Lonely Hearts Club Band, Big Daddy - Sgt. Pepper's.
- Nel 2010 Noemi, durante la seconda parte del Sulla mia pelle tour, porta sul palco la versione di Joe Cocker.